# Oberea infrasericea
Oberea infrasericea là một loài bọ cánh cứng trong họ Cerambycidae.